# Macrostemum splendidum
Macrostemum splendidum är en nattsländeart som först beskrevs av Hagen 1858.  Macrostemum splendidum ingår i släktet Macrostemum och familjen ryssjenattsländor. Inga underarter finns listade i Catalogue of Life.